# Густав Адолф цу Хоенлое-Шилингсфюрст
Густав Адолф цу Хоенлое-Шилингсфюрст (на немски: Gustav Adolf Prinz zu Hohenlohe-Schillingsfürst; * 26 март 1823, Ротенбург на Фулда; † 30 октомври 1896, Рим) е принц на Хоенлое-Шилингсфюрст, кардинал (1866), 1857 г. титулярен архиепископ на Едеса (днес Шанлъурфа), кардинал-епископ на Албано (1879 – 1883, отказва се), архиепоскопски свещеник на базиликата Санта Мария Маджоре (1878 – 1896).

## Живот
Той е четвъртият син на княз Франц Йозеф фон Хоенлое-Шилингсфюрст (1787 – 1841) и съпругата му принцеса Каролина Фридерика Констанца фон Хоенлое-Лангенбург (1792 – 1847), дъщеря на княз Карл Лудвиг фон Хоенлое-Лангенбург (1762 – 1825) и графиня Амалия Хенриета Шарлота фон Золмс-Барут (1768 – 1847).
Густав Адолф следва право в Бон, решава се за духовническа кариера и следва католическа теология в Бреслау/Вроцлав, по-късно в Мюнхен. Той става свещеник през януари 1849 г.
На 22 юни 1866 г. папа Пий IX го прави кардинал и след три дена на кардинал-свещеник на Santa Maria in Traspontina. Той е противник на доминиращите в Рим йезуити и се оттегля в дворец Шилингсфюрст. Ото фон Бисмарк урежда през април 1872 г. номинирането му за пратеник на новия Дойчен Райх при папа Пий IX, който не е съгласен с това. Той е приятел на Ференц Лист.
Кардинал Хоенлое умира на 30 октомври 1896 г. на 73 години в Рим и е погребан в Тевтонското гробище Campo Santo Teutonico в Рим.